# 分籍届
分籍届（ぶんせきとどけ）とは、分籍しようとする者が、戸籍法の規定により行う届出、またそのための書類である。

## 概要
一人だけ戸籍を分ける（戸籍から抜ける）際に出す届出。戸籍の筆頭者ではない成年の未婚者であれば届出が可能である。基本的には、子が親の戸籍から離れる際に使用される。
転籍や氏の変更などを行う場合、同一戸籍に存在する全員が対象となるため、分籍をすることにより、対象者を限定できる。
なお、婚姻や離婚により従前戸籍から離脱する場合については、本制度の対象ではない。婚姻時（前）に分籍をする必要はなく（婚姻届の提出を以って親の戸籍からは離脱するため）、本制度により既婚者が戸籍を分けることはできない（夫婦別姓が不可能な理由でもある）。
婚姻や離婚以外で分籍となる例として、筆頭者やその配偶者以外の者が出産、認知、養子縁組をした場合、親の戸籍から分籍する形で新戸籍が編成される（戸籍法第22条：父又は母の戸籍に入る者を除く外、戸籍に記載がない者についてあらたに戸籍の記載をすべきときは、新戸籍を編製する）。

## 法的根拠
根拠規定は戸籍法第100条。

## 手続き
手続き概略
現在戸籍の謄本（全部事項証明）及び印鑑（認印でよい）を持参して、提出先に出頭し、所定の「分籍届」に必要事項を記入捺印し、提出する。
本人が出頭できない場合は、自筆で記入捺印した届及び現在戸籍の謄本（全部事項証明）を用意し、代理人（使者）に提出させることができる。使者は、自己の身分を証明する書類（運転免許証等）を持参する。この場合、本人に電話等で照会が行われる場合がある。
提出先（いずれか1箇所）
現在の本籍地を管轄する市区町村役所
分籍後の新たな本籍地を管轄する市区町村役所
現に住民登録をしている市区町村役所
必要書類
分籍届（全国の市区町村役所に備え付けてある）
現在戸籍の謄本（全部事項証明）
但し、現在の本籍地に届を提出し、分籍後も同一市区町村役所の管轄である場合は、添付しなくても良い。
提出後
必要書類の形式審査が実施され、問題がなければ受理される（正規の手続きに基づいた書類を受理しない行為は違法であり、戸籍法第137条に基づき市町村長に10万円以下の過料が処される）。
届は、受理された日より効力を発する。
注意事項
届は、提出先に記載されている市区町村役所1箇所に提出すれば良いが、その後、提出先に記載されている全ての関係市区町村役所に送付され、送付を受けた時点で戸籍及び住民票の訂正が行われる為、市区町村役所によっては1～2週間程度は従前の内容が登録されている場合があるので、注意が必要である。
分籍後、分籍手続者の従前戸籍は除籍となる（もちろん同一戸籍に他の者が記録されている場合は、そのまま残る）。従前戸籍に戻る手続きは存在せず、いかなる理由があっても（不正届出の場合は別）従前戸籍に戻ることができない。ただし、それにより法的なデメリットを被ることはない。
届には、新たな本籍を記載しなければならないので、予め新たな本籍地を決めておく必要がある。従前戸籍と同じ本籍地を定めることもできるが、戸籍としては別となる。
手続き完了後
従前戸籍には、「分籍」及び「除籍」の身分事項が記載され、分籍日及び新戸籍が記載される。
新戸籍には、従前戸籍からの移記事項（出生など）及び「分籍」の身分事項が記載され、分籍日及び従前戸籍（前に属していた戸籍）が記載される。なお、分籍後に更に転籍すると、転籍後の新戸籍には「分籍」の身分事項は移記（記載）されない。
分籍をした後に結婚し、自身が筆頭者となった場合はこの戸籍がそのまま夫婦の戸籍となる（この場合は入籍といえる）。逆に、相手を筆頭者とした場合はその配偶者を筆頭者とする戸籍に入ることになり、分籍した本人1人のみの従前戸籍（分籍してから結婚するまでの戸籍）は除籍される。この場合、その後離婚したとしても、除籍された元の戸籍に戻ることは出来ない。

## その他
- 本手続きにより、家族関係やその権利・義務など（相続や扶養義務など）に変化が生じることは一切ない。その点が、戦前にあった「分家」とは全く異なるものである。